# Rimini Football Club 2023-2024
Questa voce raccoglie le informazioni riguardanti il Rimini Football Club nelle competizioni ufficiali della stagione 2023-2024.

## Stagione
La stagione del Rimini parte tra numerosi dubbi sorti in seguito alla rivoluzione totale avvenuta nel corso della stagione estiva: cambia infatti la proprietà, e l'ex presidente Alfredo Rota lascia il testimone a Stefania Di Salvo, la prima presidente donna nella storia del club biancorosso. Oltre all'organigramma societario ci sono cambi in panchina, dove subentra l'argentino Diego Raimondi, e nella rosa, che risulterà profondamente mutata. 
La stagione parte tuttavia malissimo, con i romagnoli che ottengono a malapena 4 punti nelle prime 7 giornate, subendo spesso più di due reti a partita. Da segnalare in questa fase di stagione la pesante sconfitta per 5-2 nel derby perso sul campo del Cesena, che risulterà decisiva per la decisione di esonerare Raimondi dopo appena 7 giornate. All'argentino subentra Emanuele Troise che, nonostante la pesante sconfitta per 4-0 all'esordio sul campo del Pontedera, diventa l'artefice di una vera e propria svolta: infatti da lì in poi i biancorossi cambieranno volto migliorando notevolmente la fase difensiva, ottenendo una striscia di 12 risultati utili consecutivi tra campionato e coppa. Dopo le due sconfitte subite nelle due giornate conclusive del girone d'andata, il Rimini giocherà un girone di ritorno molto altalenante a livello di risultati, tra i quali si segnalano una roboante vittoria casalinga per 5-1 contro il Pescara e un pesante 0-4 sul campo del Gubbio. Tuttavia i biancorossi riescono a consolidare un piazzamento utile per giocare i play-off proprio nell'ultimo periodo di campionato, e chiuderanno la stagione al decimo posto a quota 50 punti. Ai play-off i biancorossi riusciranno a ben figurare: dopo aver vinto 1-0 sul difficile campo del Gubbio, il Rimini termina la sua stagione contro il Perugia: in Umbria non si va oltre lo 0-0 e quindi, in virtù del miglior piazzamento in classifica, passano proprio i perugini alla fase successiva.
Percorso totalmente diverso invece in coppa, dove il Rimini si arrenderà solo in semifinale contro il Catania dopo aver eliminato avversarie blasonate come Perugia, Cesena e Vicenza.

## Divise e sponsor
Per questa stagione lo sponsor tecnico è stato affidato all'azienda italiana Givova, dopo aver fatto affidamento a Macron per 7 anni.
La prima divisa presenta il classico motivo biancorosso a scacchi, mentre la seconda e terza divisa presentano una scelta monocromatica rispettivamente nera e fucsia.
Tra i vari sponsor pubblicitari si segnalano Coconuts e Rossopomodoro, già utilizzati nelle precedenti stagioni.
| Casa | Trasferta | Terza divisa |
| ---- | --------- | ------------ |

## Rosa
Aggiornata al 1º febbraio 2024.
| N. |                       | Ruolo | Calciatore            |
| -- | --------------------- | ----- | --------------------- |
| 3  | Italia (bandiera)     | D     | Gabriele Quacquarelli |
| 4  | Italia (bandiera)     | D     | Nicola Pietrangeli    |
| 5  | Italia (bandiera)     | C     | Federico Marchesi     |
| 6  | Italia (bandiera)     | D     | Matteo Gorelli        |
| 7  | Italia (bandiera)     | A     | Gabriele Capanni      |
| 8  | Italia (bandiera)     | C     | Andrea Delcarro       |
| 9  | Italia (bandiera)     | A     | Claudio Morra         |
| 11 | Italia (bandiera)     | A     | Iacopo Cernigoi       |
| 12 | Albania (bandiera)    | P     | Cristian Jashari      |
| 14 | Italia (bandiera)     | D     | Luca Stanga           |
| 15 | Italia (bandiera)     | D     | Nicolò Gigli          |
| 19 | Italia (bandiera)     | D     | Francesco Semeraro    |
| 21 | Italia (bandiera)     | C     | Lorenzo Cherubini     |
| 22 | San Marino (bandiera) | P     | Edoardo Colombo       |
| 23 | Lituania (bandiera)   | C     | Linas Mėgelaitis      |
| 25 | Italia (bandiera)     | D     | Alessandro Lombardi   |

| N. |                   | Ruolo | Calciatore                |
| -- | ----------------- | ----- | ------------------------- |
| 28 | Italia (bandiera) | C     | Jacopo Sala               |
| 29 | Italia (bandiera) | C     | Evan Bouabre              |
| 31 | Italia (bandiera) | C     | Lorenzo Malagrida         |
| 33 | Italia (bandiera) | C     | Christian Langella        |
| 34 | Italia (bandiera) | A     | Leonardo Ubaldi           |
| 37 | Italia (bandiera) | D     | Davide Acampa             |
| 44 | Italia (bandiera) | A     | Daniele Iacoponi          |
| 67 | Italia (bandiera) | D     | Samuele Rosini            |
| 70 | Italia (bandiera) | C     | Mattia Leoncini           |
| 73 | Italia (bandiera) | A     | Davide Lamesta            |
| 77 | Italia (bandiera) | A     | Alessandro Selvini        |
| 80 | Italia (bandiera) | C     | Marco Garetto             |
| 84 | Italia (bandiera) | D     | Niccolò Tofanari          |
| 91 | Italia (bandiera) | P     | Simone Colombi (capitano) |
| 98 | Italia (bandiera) | D     | Tomas Lepri               |

## Risultati

### Serie C

#### Girone di andata
| Arbitro: | Ramondino (Palermo) |

|               |           |                    |
| Cherubini 66’ | Marcatori | 45’ Gucci 52’ Iori |

| Arbitro: | Ubaldi (Roma 1) |

|                         |           |           |
| Diakite 37’ (rig.), 76’ | Marcatori | 19’ Gigli |

| Arbitro: | Zago (Conegliano) |

|                                            |           |                                       |
| Capanni 3’ Lamesta 54’ Morra 70’ Gigli 87’ | Marcatori | 2’ Comenencia 29’ Cerri 68’ Turicchia |

| Arbitro: | Catanoso (Reggio Calabria) |

|                |           |  |
| Volpicelli 88’ | Marcatori |  |

| Arbitro: | Scarpa (Collegno) |

|                        |           |                          |
| Lamesta 22’ Ubaldi 71’ | Marcatori | 11’ Kouan 33’ Bartolomei |

| Arbitro: | Scatena (Avezzano) |

|                                                                    |           |                          |
| Varone 29’ Berti 36’ Donnarumma 52’ Shpendi 54’ Colombo 70’ (aut.) | Marcatori | 25’ Lamesta 63’ Marchesi |

| Arbitro: | Cerbasi (Arezzo) |

|                           |           |                                           |
| Lamesta 45+1’ Morra 90+1’ | Marcatori | 2’ Carpani 8’ Melchiorri 90+2’ Longobardi |

| Arbitro: | Renzi (Pesaro) |

|                                           |           |  |
| Angori 13’ Catanese 21’, 29’ Nicastro 67’ | Marcatori |  |

| Arbitro: | Manzo (Torre Annunziata) |

|                  |           |           |
| Morra 56’ (rig.) | Marcatori | 43’ Basso |

| Arbitro: | Sacchi (Macerata) |

|                              |           |  |
| Lombardi 7’ Morra 77’ (rig.) | Marcatori |  |

| Arbitro: | Gasperotti (Rovereto) |

|  |           |            |
|  | Marcatori | 90’ Ubaldi |

| Arbitro: | Crezzini (Siena) |

|                  |           |  |
| Morra 62’ (rig.) | Marcatori |  |

| Arbitro: | Diop (Treviglio) |

|           |           |           |
| Milani 3’ | Marcatori | 35’ Morra |

| Olbia 6 dicembre 2023, ore 18:00 CET 14ª giornata | Olbia             | 0 – 0 referto | Rimini | Stadio Bruno Nespoli (487 spett.)\| Arbitro: \| Madonia (Palermo) \| |
| Arbitro:                                          | Madonia (Palermo) |               |        |                                                                      |

| Arbitro: | Rispoli (Locri) |

|           |           |  |
| Morra 35’ | Marcatori |  |

| Arbitro: | Colaninno (Nola) |

|         |           |           |
| Nina 3’ | Marcatori | 78’ Morra |

| Arbitro: | Mucera (Palermo) |

|                  |           |  |
| Morra 35’ (rig.) | Marcatori |  |

| Arbitro: | Leone (Barletta) |

|                          |           |  |
| Tascone 7’ Tomaselli 82’ | Marcatori |  |

| Arbitro: | Luongo (Napoli) |

|              |           |                         |
| Ubaldi 90+6’ | Marcatori | 11’ Di Massimo 78’ Udoh |

#### Girone di ritorno
| Arbitro: | Gemelli (Messina) |

|                |           |  |
| Pattarello 71’ | Marcatori |  |

| Arbitro: | Centi (Terni) |

|                                   |           |                 |
| Delcarro 24’ Ubaldi 29’ Morra 35’ | Marcatori | 14’ Fischnaller |

| Alessandria 20 gennaio 2024, ore 16:15 CET 22ª giornata | Juventus Next Gen | 0 – 0 referto | Rimini | Stadio Giuseppe Moccagatta (82 spett.)\| Arbitro: \| Zoppi (Firenze) \| |
| Arbitro:                                                | Zoppi (Firenze)   |               |        |                                                                         |

| Arbitro: | Restaldo (Ivrea) |

|          |           |                |
| Lepri 6’ | Marcatori | 78’ Volpicelli |

| Perugia 3 febbraio 2024, ore 18:30 CET 24ª giornata | Perugia            | 0 – 0 referto | Rimini | Stadio Renato Curi (3835 spett.)\| Arbitro: \| Virgilio (Trapani) \| |
| Arbitro:                                            | Virgilio (Trapani) |               |        |                                                                      |

| Arbitro: | Emmanuele (Pisa) |

|  |           |                       |
|  | Marcatori | 13’ Adamo 41’ Shpendi |

| Arbitro: | Ursini (Pescara) |

|             |           |                                         |
| Carpani 15’ | Marcatori | 4’ Garetto 43’ Malagrida 58’, 72’ Morra |

| Arbitro: | Peletti (Crema) |

|                                   |           |            |
| Morra 49’, 60’ (rig.) Lamesta 77’ | Marcatori | 10’ Ianesi |

| Arbitro: | Baratta (Rossano) |

|          |           |                                    |
| Saco 34’ | Marcatori | 49’ Morra 53’ Garetto 55’ Langella |

| Arbitro: | Iannello (Messina) |

|                        |           |           |
| Quirini 18’ Gucher 33’ | Marcatori | 89’ Morra |

| Arbitro: | Vingo (Pisa) |

|  |           |          |
|  | Marcatori | 26’ Pane |

| Arbitro: | Zago (Conegliano) |

|                                                |           |           |
| Gigli 36’ (aut.) Antenucci 71’ Tripaldelli 88’ | Marcatori | 73’ Gigli |

| Arbitro: | Di Reda (Molfetta) |

|                                                          |           |                   |
| Delcarro 7’ Morra 19’ (rig.), 74’ Lamesta 48’ Ubaldi 85’ | Marcatori | 29’ (rig.) Merola |

| Arbitro: | Gandino (Alessandria) |

|                                                    |           |  |
| Lamesta 15’, 80’ Morra 52’ (rig.) Gorelli 70’, 90’ | Marcatori |  |

| Arbitro: | Bordin (Bassano del Grappa) |

|                                   |           |                       |
| Sorrentino 9’, 71’ Giandonato 40’ | Marcatori | 14’ Gigli 27’ Garetto |

| Arbitro: | Diop (Treviglio) |

|              |           |  |
| Ubaldi 90+3’ | Marcatori |  |

| Arbitro: | Vogliacco (Bari) |

|                                                   |           |  |
| Zuelli 12’ Capello 82’ (rig.) Semeraro 85’ (aut.) | Marcatori |  |

| Arbitro: | Pacella (Roma 2) |

|             |           |  |
| Lamesta 68’ | Marcatori |  |

| Arbitro: | Totaro (Lecce) |

|                                                           |           |  |
| Chierico 18’ Udoh 50’ Di Massimo 61’ Galeandro 89’ (rig.) | Marcatori |  |

### Play-off

#### Spareggi[10]
| Arbitro: | Mucera (Palermo) |

|  |           |              |
|  | Marcatori | 85’ Cernigoi |

| Perugia 11 maggio 2024, ore 20.30 CEST Secondo turno | Perugia                 | 0 – 0 referto | Rimini | Stadio Renato Curi (4917 spett.)\| Arbitro: \| Arena (Torre del Greco) \| |
| Arbitro:                                             | Arena (Torre del Greco) |               |        |                                                                           |

### Coppa Italia Serie C

#### Turni eliminatori
| Arbitro: | Ursini (Pescara) |

|             |           |  |
| Morra 90+6’ | Marcatori |  |

| Arbitro: | Vogliacco (Bari) |

|            |           |  |
| Capanni 8’ | Marcatori |  |

#### Fase finale
| Arbitro: | Sfira (Pordenone) |

|  |           |                        |
|  | Marcatori | 9’Iacoponi 85’ Lamesta |

| Arbitro: | Calzavara (Varese) |

|                                        |                      |                                         |
| De Maio Ronaldo Jimenez Ferrari Laezza | Tiri di rigore 4 – 5 | Ubaldi Lombardi Langella Selvini Stanga |

| Arbitro: | Mirabella (Napoli) |

|             |           |  |
| Lamesta 38’ | Marcatori |  |

| Arbitro: | Galipò (Firenze) |

|                              |           |  |
| Cicerelli 17’ Castellini 84’ | Marcatori |  |

## Statistiche

### Statistiche di squadra
Statistiche aggiornate al 12 maggio 2024
| Competizione         | Punti | In casa | In casa | In casa | In casa | In casa | In casa | In trasferta | In trasferta | In trasferta | In trasferta | In trasferta | In trasferta | Totale | Totale | Totale | Totale | Totale | Totale | D.R. |
| Competizione         | Punti | G       | V       | N       | P       | Gf      | Gs      | G            | V            | N            | P            | Gf           | Gs           | G      | V      | N      | P      | Gf     | Gs     | D.R. |
| -------------------- | ----- | ------- | ------- | ------- | ------- | ------- | ------- | ------------ | ------------ | ------------ | ------------ | ------------ | ------------ | ------ | ------ | ------ | ------ | ------ | ------ | ---- |
| Serie C              | 50    | 19      | 11      | 3       | 5       | 35      | 20      | 19           | 3            | 5            | 11           | 17           | 34           | 38     | 14     | 8      | 16     | 52     | 54     | -2   |
| Play-off             | -     | 0       | 0       | 0       | 0       | 0       | 0       | 2            | 1            | 1            | 0            | 1            | 0            | 2      | 1      | 1      | 0      | 1      | 0      | +1   |
| Coppa Italia Serie C | -     | 3       | 3       | 0       | 0       | 3       | 0       | 3            | 1            | 1            | 1            | 2            | 2            | 6      | 4      | 1      | 1      | 5      | 2      | +3   |
| Totale               | -     | 22      | 14      | 3       | 5       | 38      | 20      | 24           | 5            | 7            | 12           | 20           | 36           | 46     | 19     | 10     | 17     | 58     | 56     | +2   |

### Andamento in campionato
| Giornata  | 1  | 2  | 3  | 4  | 5  | 6  | 7  | 8  | 9  | 10 | 11 | 12 | 13 | 14 | 15 | 16 | 17 | 18 | 19 | 20 | 21 | 22 | 23 | 24 | 25 | 26 | 27 | 28 | 29 | 30 | 31 | 32 | 33 | 34 | 35 | 36 | 37 | 38 |
| --------- | -- | -- | -- | -- | -- | -- | -- | -- | -- | -- | -- | -- | -- | -- | -- | -- | -- | -- | -- | -- | -- | -- | -- | -- | -- | -- | -- | -- | -- | -- | -- | -- | -- | -- | -- | -- | -- | -- |
| Luogo     | C  | T  | C  | T  | C  | T  | C  | T  | C  | C  | T  | C  | T  | T  | C  | T  | C  | T  | C  | T  | C  | T  | C  | T  | C  | T  | C  | T  | T  | C  | T  | C  | C  | T  | C  | T  | C  | T  |
| Risultato | P  | P  | V  | P  | N  | P  | P  | P  | N  | V  | V  | V  | N  | N  | V  | N  | V  | P  | P  | P  | V  | N  | N  | N  | P  | V  | V  | V  | P  | P  | P  | V  | V  | P  | V  | P  | V  | P  |
| Posizione | 14 | 17 | 11 | 16 | 14 | 18 | 20 | 20 | 20 | 19 | 18 | 15 | 12 | 13 | 12 | 12 | 9  | 10 | 13 | 13 | 11 | 11 | 11 | 13 | 13 | 11 | 10 | 8  | 10 | 10 | 12 | 10 | 10 | 10 | 10 | 10 | 10 | 10 |

Fonte:  Serie C - Girone B – Classifica giornata, su transfermarkt.it.
Legenda:

Luogo: C = Casa; T = Trasferta. Risultato: V = Vittoria; N = Pareggio; P = Sconfitta.